# Gertrud Wichmann
Gertrud "Gertie" Gustava Augusta Wichmann, född 24 september 1893 i Nykarleby, död 13 maj 1994 i Helsingfors, var en finländsk gymnastiklärare och medikalgymnast. Hon hade under många år stor betydelse för den finlandssvenska kvinnogymnastiken. Hon var dotter till lektor Emil Wichmann.
Wichmann, som var lärjunge till Elli Björkstén, var gymnastiklärare i Grankulla svenska samskola 1918–1930 och därefter vid Helsingfors stads svenska folkskolor under några år. Hon stiftade Svenska gymnastiklärarinneklubben 1948 och var dess ordförande fram till 1954. Hon var byråföreståndare och bokförare vid samfundet Folkhälsan 1931–1958. I Finlands svenska kvinnogymnastikförbund (FSKG) var hon styrelsemedlem 1936–1937, vice ordförande 1939–1945 och ordförande 1946–1956. Hon var även verksam inom Nordiska kvinnogymnastikförbundet 1946–1953. 
Wichmann höll ett stort antal kurser och föredrag inom sitt område och vid Folkhälsan, där hon bland annat var ledde för otaliga simkurser. Under flera år redigerade hon FSKG:s organ Liv och Spänst och var författare till två böcker, en bibliografi över Elli Björkstén (1965) och en historik, Solvalla-hemmet (1984). Hon var medlem i de kvinnliga gymnasternas samarbetskommitté för Helsingforsolympiaden 1952 och stiftande medlem i Finlands simundervisnings- och livräddningsförbund. Hon var verksam som medikalgymnast vid olika krigssjukhus 1917–1918 och 1941–1944.
1986 utkom boken Där forsen sjunger. Barndomsminnen 1893—1907 där Wichmann skildrar sin uppväxt.